# Where We Are Tour
Where We Are Tour fue la tercera gira musical de la boy band británica-irlandesa One Direction, que comenzó el 25 de abril de 2014 con un concierto en Bogotá, Colombia, y terminó el 5 de octubre del mismo año en Miami, Estados Unidos. Con una recaudación de más de $290 millones, fue la gira más exitosa del 2014.

## Antecedentes
En medio de un descanso del Take Me Home Tour, One Direction inició una cuenta regresiva para «un gran anuncio», el cual se daría a conocer el 16 de mayo de 2013. Dicha sorpresa era la salida de su tercera gira musical que llevaría por nombre Where We Are Tour, y recorrería principalmente el Reino Unido, Irlanda y Sudamérica. En la página oficial del anuncio se colocaron las primeras fechas junto a sus respectivos días de venta. Durante ese momento, se realizó una conferencia de prensa, donde Liam Payne aseguró que les gustaría ir a Argentina por el clima cálido y a Chile por el público que tienen allí, mientras que Niall Horan mencionó a Brasil por su pasión al fútbol. Sobre el espectáculo en sí, Harry Styles dijo: 

«Es importante para los admiradores y todos los que vendrán a vernos que sepan que será mucho más grande y con nuevas canciones. Una gira completamente diferente».

Al día siguiente, hubo un gran número de quejas de seguidoras que se manifestaron a través de Twitter. Esto ocurrió ya que la gran mayoría se sintieron decepcionadas de que no hubiese fechas para sus respectivos países. Sin embargo, One Direction había anunciado que habría más conciertos aún por anunciarse.

## Comentarios de la crítica

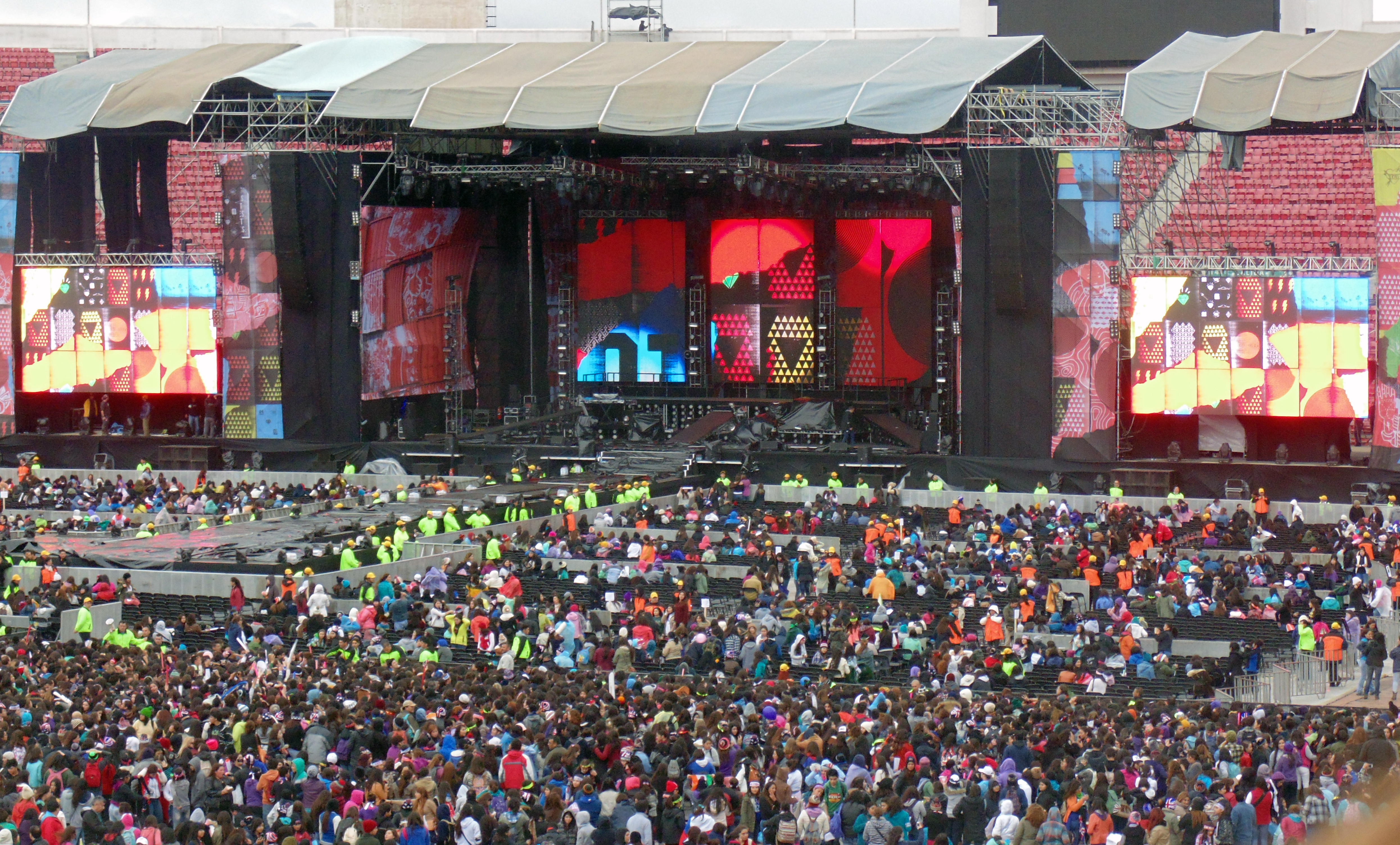
Escenario utilizado durante la gira.

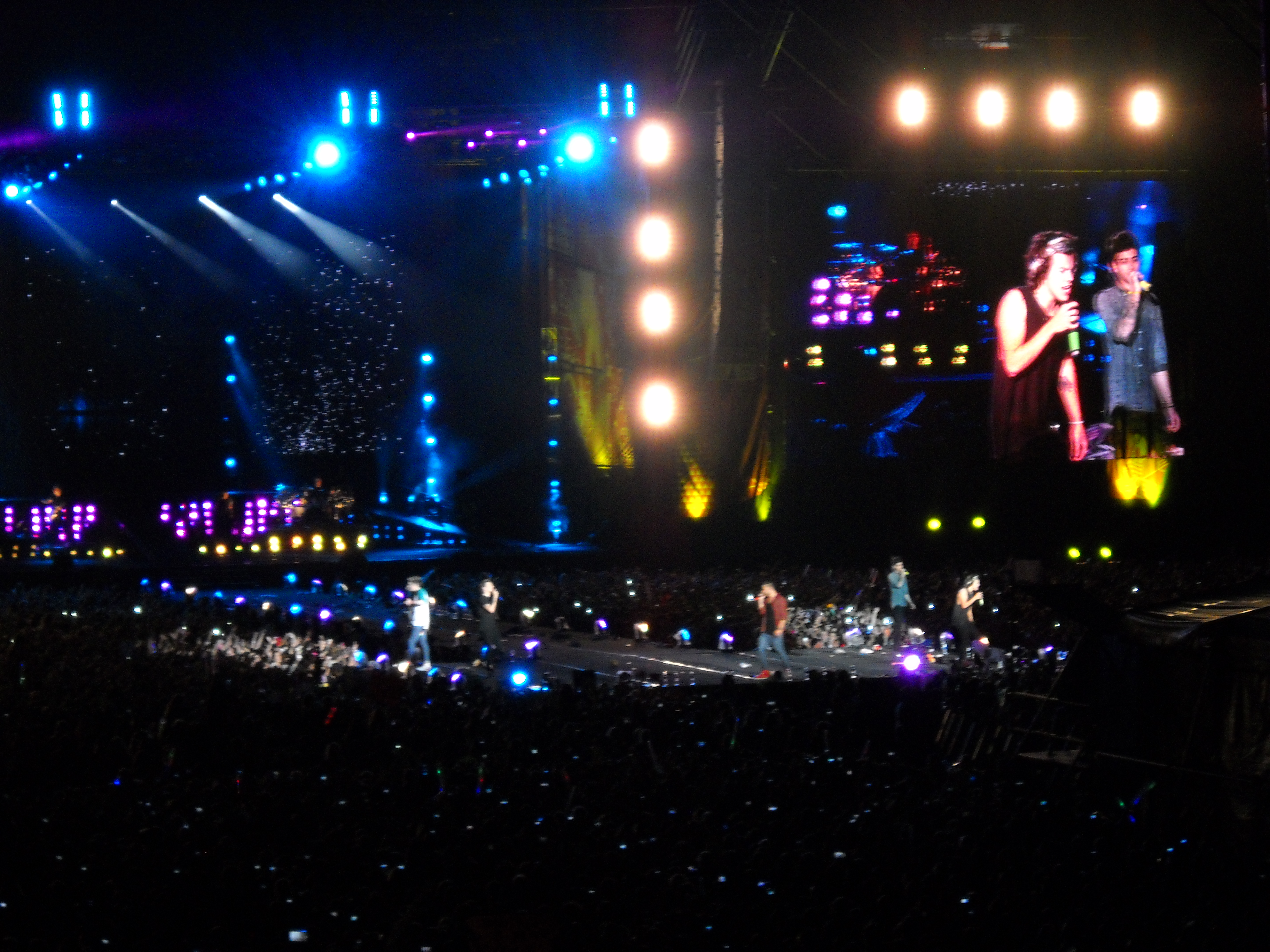
1D en el Buenos Aires, el 3 de mayo de 2014.

El primer concierto, realizado en Bogotá, Colombia, recibió la aclamación crítica por la energía puesta en escena. Caracol Televisión lo describió como «una noche mágica, que con seguridad muchas adolescentes soñaron tener, pocas quizás habían vivido y otras tantas esperarán repetirla. Por casi dos horas, One Direction hizo que El Campín estallara de voces juveniles y chillidos, lagrimas, sudor y hasta desmayos, por parte de las fanáticas que no lograban superar la emoción de ver de cerca a aquellos que se habían adueñado de sus sueños». Por su parte, ABC dijo que «al ritmo de guitarras, batería y armoniosos coros, One Direction logró encender la fría noche bogotana con conocidos éxitos radiales como "What Makes You Beautiful", primer sencillo del grupo, y canciones más recientes como "Story of My Life", "Live While We're Young", "You & I", "Midnight Memories" o "Best Song Ever"».

## Actos de apertura
- El Freaky (Colombia).[7]
- Abraham Mateo (Chile, Perú y España).[8][9]
- P9 (Brasil).[10]
- Sonus Band (Argentina y Uruguay).[11]
- Gia Love (Uruguay).[11]
- 5 Seconds of Summer (Norteamérica y Europa).[12]
- McBusted (Invitado especial, únicamente en París, Francia, el 21 de junio).[13]

## Lista de canciones
1. «Midnight Memories»
2. «Little Black Dress»
3. «Kiss You»
4. «Why Don't We Go There»
5. «Rock Me»
6. «Don't Forget Where You Belong»
7. «Live While We're Young»
8. «C'mon C'mon»
9. «Right Now»
10. «Through The Dark»
11. «Happily»
12. «Little Things»
13. «Moments»
14. «Strong»
15. «Better Than Words»
16. «Alive»
17. «One Thing»
18. «Diana»
19. «What Makes You Beautiful»

Encore:
1. «You & I»
2. «Story of My Life»
3. «Little White Lies»
4. «Best Song Ever»

Fuente: Daily Mail.

## Fechas de la gira
| Sudamérica               |                   |                |                                      |                              |              |
| 25 de abril de 2014      | Bogotá            | Colombia       | Estadio El Campín                    | 34 935 / 34 935 (100%)       | $4 427 910   |
| 27 de abril de 2014      | Lima              | Perú           | Estadio Nacional                     | 32 601 / 32 601 (100%)       | $3 362 870   |
| 30 de abril de 2014      | Santiago de Chile | Chile          | Estadio Nacional                     | 87 324 / 87 324 (100%)       | $7 688 500   |
| 1 de mayo de 2014        | Santiago de Chile | Chile          | Estadio Nacional                     | 87 324 / 87 324 (100%)       | $7 688 500   |
| 3 de mayo de 2014        | Buenos Aires      | Argentina      | Vélez Sarsfield                      | 80 622 / 80 622 (100%)       | $5 682 760   |
| 4 de mayo de 2014        | Buenos Aires      | Argentina      | Vélez Sarsfield                      | 80 622 / 80 622 (100%)       | $5 682 760   |
| 6 de mayo de 2014        | Montevideo        | Uruguay        | Estadio Centenario                   | 30 958 / 30 958 (100%)       | $2 316 460   |
| 8 de mayo de 2014        | Río de Janeiro    | Brasil         | Praça da Apoteose                    | 40 087 / 40 087 (100%)       | $3 826 760   |
| 10 de mayo de 2014       | São Paulo         | Brasil         | Estadio do Morumbi                   | 102 792 / 102 792 (100%)     | $9 457 730   |
| 11 de mayo de 2014       | São Paulo         | Brasil         | Estadio do Morumbi                   | 102 792 / 102 792 (100%)     | $9 457 730   |
| Europa                   |                   |                |                                      |                              |              |
| 23 de mayo de 2014       | Dublín            | Irlanda        | Croke Park                           | 235 008 / 235 008 (100%)     | $20 115 900  |
| 24 de mayo de 2014       | Dublín            | Irlanda        | Croke Park                           | 235 008 / 235 008 (100%)     | $20 115 900  |
| 25 de mayo de 2014       | Dublín            | Irlanda        | Croke Park                           | 235 008 / 235 008 (100%)     | $20 115 900  |
| 28 de mayo de 2014       | Sunderland        | Reino Unido    | Stadium of Light                     | 51 231 / 51 231 (100%)       | $4 383 490   |
| 30 de mayo de 2014       | Mánchester        | Reino Unido    | Etihad Stadium                       | 158 579 / 158 579 (100%)     | $12 908 000  |
| 31 de mayo de 2014       | Mánchester        | Reino Unido    | Etihad Stadium                       | 158 579 / 158 579 (100%)     | $12 908 000  |
| 1 de junio de 2014       | Mánchester        | Reino Unido    | Etihad Stadium                       | 158 579 / 158 579 (100%)     | $12 908 000  |
| 3 de junio de 2014       | Edimburgo         | Reino Unido    | Murrayfield Stadium                  | 64 623 / 64 623 (100%)       | $5 297 750   |
| 6 de junio de 2014       | Londres           | Reino Unido    | Estadio de Wembley                   | 236 566 / 236 566 (100%)     | $20 017 900  |
| 7 de junio de 2014       | Londres           | Reino Unido    | Estadio de Wembley                   | 236 566 / 236 566 (100%)     | $20 017 900  |
| 8 de junio de 2014       | Londres           | Reino Unido    | Estadio de Wembley                   | 236 566 / 236 566 (100%)     | $20 017 900  |
| 13 de junio de 2014      | Estocolmo         | Suecia         | Friends Arena                        | 88 978 / 88 978 (100%)       | $7 358 040   |
| 14 de junio de 2014      | Estocolmo         | Suecia         | Friends Arena                        | 88 978 / 88 978 (100%)       | $7 358 040   |
| 16 de junio de 2014      | Copenhague        | Dinamarca      | Parken Stadion                       | 83 577 / 83 577 (100%)       | $8 190 650   |
| 17 de junio de 2014      | Copenhague        | Dinamarca      | Parken Stadion                       | 83 577 / 83 577 (100%)       | $8 190 650   |
| 20 de junio de 2014      | París             | Francia        | Stade de France                      | 114 172 / 114 172 (100%)     | $9 775 550   |
| 21 de junio de 2014      | París             | Francia        | Stade de France                      | 114 172 / 114 172 (100%)     | $9 775 550   |
| 24 de junio de 2014      | Ámsterdam         | Países Bajos   | Ámsterdam Arena                      | 103 551 / 103 551 (100%)     | $7 859 850   |
| 25 de junio de 2014      | Ámsterdam         | Países Bajos   | Ámsterdam Arena                      | 103 551 / 103 551 (100%)     | $7 859 850   |
| 28 de junio de 2014      | Milán             | Italia         | Estadio San Siro                     | 115 931 / 115 931 (100%)     | $7 779 190   |
| 29 de junio de 2014      | Milán             | Italia         | Estadio San Siro                     | 115 931 / 115 931 (100%)     | $7 779 190   |
| 2 de julio de 2014       | Düsseldorf        | Alemania       | ESPRIT arena                         | 44 684 / 44 684 (100%)       | $3 395 490   |
| 4 de julio de 2014       | Berna             | Suiza          | Stade de Suisse                      | 31 037 / 31 037 (100%)       | $3 150 110   |
| 6 de julio de 2014       | Turín             | Italia         | Estadio Olímpico de Turín            | 38 430 / 38 430 (100%)       | $3 294 610   |
| 8 de julio de 2014       | Barcelona         | España         | Estadi Olímpic Lluis Companys        | 40 333 / 40 333 (100%)       | $3 391 560   |
| 10 de julio de 2014      | Madrid            | España         | Vicente Calderón                     | 65 186 / 65 186 (100%)       | $5 409 230   |
| 11 de julio de 2014      | Madrid            | España         | Vicente Calderón                     | 65 186 / 65 186 (100%)       | $5 409 230   |
| 13 de julio de 2014      | Oporto            | Portugal       | Estádio do Dragão                    | 45 001 / 45 001 (100%)       | $3 868 070   |
| Norteamérica             |                   |                |                                      |                              |              |
| 1 de agosto de 2014      | Toronto           | Canadá         | Rogers Centre                        | 98 851 / 98 851 (100%)       | $6 634 920   |
| 2 de agosto de 2014      | Toronto           | Canadá         | Rogers Centre                        | 98 851 / 98 851 (100%)       | $6 634 920   |
| 4 de agosto de 2014      | East Rutherford   | Estados Unidos | MetLife Stadium                      | 139 247 / 139 247 (100%)     | $12 345 803  |
| 5 de agosto de 2014      | East Rutherford   | Estados Unidos | MetLife Stadium                      | 139 247 / 139 247 (100%)     | $12 345 803  |
| 7 de agosto de 2014      | Foxboro           | Estados Unidos | Gillette Stadium                     | 148 251 / 148 251 (100%)     | $13 475 239  |
| 8 de agosto de 2014      | Foxboro           | Estados Unidos | Gillette Stadium                     | 148 251 / 148 251 (100%)     | $13 475 239  |
| 9 de agosto de 2014      | Foxboro           | Estados Unidos | Gillette Stadium                     | 148 251 / 148 251 (100%)     | $13 475 239  |
| 11 de agosto de 2014     | Washington D. C.  | Estados Unidos | Nationals Park                       | 42 834 / 42 834 (100%)       | $4 233 063   |
| 13 de agosto de 2014     | Filadelfia        | Estados Unidos | Lincoln Financial Field              | 101 527 / 101 527 (100%)     | $8 818 556   |
| 14 de agosto de 2014     | Filadelfia        | Estados Unidos | Lincoln Financial Field              | 101 527 / 101 527 (100%)     | $8 818 556   |
| 16 de agosto de 2014     | Detroit           | Estados Unidos | Ford Field                           | 92 428 / 92 428 (100%)       | $8 304 416   |
| 17 de agosto de 2014     | Detroit           | Estados Unidos | Ford Field                           | 92 428 / 92 428 (100%)       | $8 304 416   |
| 19 de agosto de 2014     | Nashville         | Estados Unidos | LP Field                             | 53 472 / 53 472 (100%)       | $4 286 308   |
| 22 de agosto de 2014     | Houston           | Estados Unidos | Reliant Stadium                      | 55 703 / 55 703 (100%)       | $4 659 939   |
| 24 de agosto de 2014     | Arlington         | Estados Unidos | AT&T Stadium                         | 51 074 / 51 074 (100%)       | $4 517 012   |
| 27 de agosto de 2014     | St Louis          | Estados Unidos | Edward Jones Dome                    | 52 315 / 52 315 (100%)       | $4 281 608   |
| 29 de agosto de 2014     | Chicago           | Estados Unidos | Soldier Field                        | 104 617 / 104 617 (100%)     | $9 446 247   |
| 30 de agosto de 2014     | Chicago           | Estados Unidos | Soldier Field                        | 104 617 / 104 617 (100%)     | $9 446 247   |
| 11 de septiembre de 2014 | Pasadena          | Estados Unidos | Rose Bowl                            | 165 170 / 165 170 (100%)     | $12 560 382  |
| 12 de septiembre de 2014 | Pasadena          | Estados Unidos | Rose Bowl                            | 165 170 / 165 170 (100%)     | $12 560 382  |
| 13 de septiembre de 2014 | Pasadena          | Estados Unidos | Rose Bowl                            | 165 170 / 165 170 (100%)     | $12 560 382  |
| 16 de septiembre de 2014 | Phoenix           | Estados Unidos | Estadio de la Universidad de Phoenix | 56 524 / 56 524 (100%)       | $5 035 880   |
| 19 de septiembre de 2014 | El Paso           | Estados Unidos | Estadio Sun Bowl                     | 44 910 / 44 910 (100%)       | $3 632 097   |
| 21 de septiembre de 2014 | San Antonio       | Estados Unidos | Alamodome                            | 51 575 / 51 575 (100%)       | $4 237 714   |
| 23 de septiembre de 2014 | Tulsa             | Estados Unidos | BOK Center                           | 10 100 / 10 100 (100%)       | $1 012 051   |
| 25 de septiembre de 2014 | Nueva Orleans     | Estados Unidos | Mercedes-Benz Superdome              | 50 349 / 50 349 (100%)       | $4 258 450   |
| 27 de septiembre de 2014 | Charlotte         | Estados Unidos | PNC Music Pavilion                   | 37 365 / 37 365 (100%)       | $2 378 580   |
| 28 de septiembre de 2014 | Charlotte         | Estados Unidos | PNC Music Pavilion                   | 37 365 / 37 365 (100%)       | $2 378 580   |
| 1 de octubre de 2014     | Atlanta           | Estados Unidos | Georgia Dome                         | 50 970 / 50 970 (100%)       | $4 438 203   |
| 3 de octubre de 2014     | Tampa             | Estados Unidos | Raymond James Stadium                | 52 158 / 52 158 (100%)       | $4 359 855   |
| 5 de octubre de 2014     | Miami             | Estados Unidos | Sun Life Stadium                     | 53 914 / 53 914 (100%)       | $4 303 749   |
| Total                    | Total             | Total          | Total                                | 3 439 560 / 3 439 560 (100%) | $290 178 452 |

### Conciertos cancelados y/o reprogramados
| Fecha               | Ciudad, País       | Lugar                 | Motivo                 |
| ------------------- | ------------------ | --------------------- | ---------------------- |
| 29 de abril de 2014 | Asunción, Paraguay | Hipódromo de Asunción | Cuestiones logísticas. |